# Smittipora disjuncta
Smittipora disjuncta är en mossdjursart som först beskrevs av Ferdinand Canu och Ray Smith Bassler 1930.  Smittipora disjuncta ingår i släktet Smittipora och familjen Onychocellidae. Inga underarter finns listade i Catalogue of Life.